# Bourse de valeurs de l'Angola
La Bourse de la dette et des valeurs d'Angola (en portugais: Bolsa de Dívida e Valores de Angola) (Bodiva) est une bourse angolaise basée à Luanda. 

## Histoire
Annoncée initialement en 2006, la Bourse espérait ouvrir ses portes au cours du premier trimestre de l'exercice 2008. Cependant, en août 2008, Aguinaldo Jaime a déclaré que son lancement serait « une tâche du prochain gouvernement… peut-être fin 2008 ou début 2009 ».
En partie en raison des effets de la crise du crédit, l'ouverture initiale de la Bourse de l'Angola, prévue pour début 2009, a été encore retardée. Selon les indications actuelles, elle était prévue pour 2010, avec l'intention d'y coter dix sociétés.
Cependant, en juillet 2013, Archer Mangueira, président de la Commission des marchés de capitaux d'Angola, a annoncé que l'Angola prévoyait de lancer la Bourse d'Angola en 2016.
Le 19 décembre 2014, le marché des capitaux angolais a été inauguré. BODIVA (Bourse des valeurs mobilières et de la dette d'Angola) a accueilli le marché secondaire de la dette publique et devrait lancer le marché de la dette des entreprises d'ici 2015, mais le marché boursier ne devrait être opérationnel qu'en 2016.
Le marché de la dette des entreprises a été lancé en 2018 et le marché boursier a été lancé en 2022, avec l'offre publique d'actions BODIVA de l'ensemble du portefeuille de Banco Angolano de Investimentos appartenant à Sonangol Holding,.